# Districte de Newry i Mourne
El Districte de Newry i Mourne (gaèlic irlandès Comhairle an Iúir agus Mhúrn) és un districte d'Irlanda del Nord. Inclou la major part del sud del comtat d'Armagh i el sud del comtat de Down i té una població aproximada de 93.400 habitants. La seu del consell és a Newry, l'única ciutat de la zona amb una població de 28.850. Altres viles del districtes són Crossmaglen i Bessbrook al comtat d'Armagh i Warrenpoint, Rostrevor, Hilltown, Annalong i Kilkeel (important port pesquer) al comtat de Down.
De 1973 a 1985 el districte era dividit en sis àrees electorals que en 1985 foren reduïdes a cinc: Crotlieve, Fews, Newry Town, Slieve Gullion i The Mournes. Un dels 30 wards, Rathfriland, fou transferit al consell de Banbridge de 1993. En les eleccions de 2011 foren escollits 30 membres dels següents partits: 14 Sinn Féin, 9 Social Democratic and Labour Party (SDLP), 3 Partit Unionista de l'Ulster (UUP), 1 Partit Unionista Democràtic (DUP), 2 Independents i 1 Partit de la Independència del Regne Unit (UKIP). Per a 2010–2011 l'alcalde és Mick Murphy (SF) i el tinent d'alcalde Karen McKevitt (SDLP).

## Resultats de les eleccions de 2011
| Partit | Partit                                    | escons | canvi +/− |
| ------ | ----------------------------------------- | ------ | --------- |
| •      | Sinn Féin                                 | 14     | +1        |
| •      | Social Democratic and Labour Party        | 9      | =         |
| •      | Partit Unionista de l'Ulster              | 3      | =         |
| •      | Partit Unionista Democràtic               | 1      | −1        |
| •      | Partit Verd d'Irlanda del Nord            | 1      | =         |
| •      | Partit de la Independència del Regne Unit | 1      | +1        |
| •      | Independent                               | 2      | =         |

## Resultats de les eleccions de 2005
| Partit | Partit                             | escons | canvi +/− |
| ------ | ---------------------------------- | ------ | --------- |
| •      | Sinn Féin                          | 13     | =         |
| •      | Social Democratic and Labour Party | 9      | −1        |
| •      | Partit Unionista de l'Ulster       | 3      | −1        |
| •      | Partit Unionista Democràtic        | 2      | +1        |
| •      | Partit Verd d'Irlanda del Nord     | 1      | +1        |
| •      | Independent                        | 2      | =         |

- ^  inclou Henry Reilly, membre del Partit de la Independència del Regne Unit (UKIP) qui en febrer del 2007 deixà el Partit Unionista de l'Ulster (UUP).

## Alcalde de Newry
El títol Alcalde de Newry substituí el càrrec de cap del consell del districte de Newry & Mourne quan Newry va rebre l'estatut de "city" en 2002.
- 2003: Frank Feely, Social Democratic and Labour Party[5]
- 2003 – 04: Jackie Patterson, Independent[6]
- 2004 – 05: Henry Reilly, Partit Unionista de l'Ulster[7]
- 2005 – 06: Pat McGinn, Sinn Féin[8]
- 2006 – 07: Michael Carr, Social Democratic and Labour Party[9]
- 2007 – 08: Michael Cole, Social Democratic and Labour Party[10]
- 2008 – 09: Colman Burns, Sinn Féin
- 2009 – 10: John Feehan Social Democratic and Labour Party
- 2010 – 11: Mick Murphy, Sinn Féin
- 2011 - 12: Charlie Casey Sinn Féin
- 2012 - 13: John McArdle Social Democratic and Labour Party

## Revisió de l'Administració Pública
En la revisió de l'Administració Pública (RPA), el consell s'ha d'unificar amb el districte de Down el 2011 amb una àrea ampliada de 1.539 km² i una població de 150.886 habitants. Les següents eleccions tindran lloc en maig de 2009, però el 25 d'abril de 2008, Shaun Woodward, Secretari d'Estat per a Irlanda del Nord anuncià que les eleccions de districte programades per a 2009 serien posposades fins a la introducció dels 11 nous consells en 2011.